# Satu Nou (Mircea Vodă), Constanța
Satu Nou (în trecut Enichioi, în turcă Yeniköy) este un sat în comuna Mircea Vodă din județul Constanța, Dobrogea, România. Se află în partea de vest a județului,  în Podișul Medgidiei. La recensământul din 2002 avea o populație de 2686 locuitori. Localitatea este traversată de DN22C.